# Liste der denkmalgeschützten Objekte in Göllersdorf
Die Liste der denkmalgeschützten Objekte in Göllersdorf enthält die 50 denkmalgeschützten, unbeweglichen Objekte der niederösterreichischen Marktgemeinde Göllersdorf im Bezirk Hollabrunn.

## Denkmäler
| Foto |                 | Denkmal | Standort                                                       | Beschreibung | Metadaten |
| ---- | --------------- | --- | -------------------------------------------------------------- | --- | --- |
| ja   | Datei hochladen | Kreisgrabenanlage Gfletzgraben HERIS-ID: 15537 Objekt-ID: 11781                                             | Gayberg Standort KG: Bergau                                    | In der Kreisgrabenanlage Gfletzgraben, einer archäologischen Fundstätte an der Grenze der Katastralgemeinden Bergau und Porrau, wurde eine jungsteinzeitliche Besiedlung nachgewiesen. | BDA-Hist.: Q37788161 Status: Bescheid Stand der BDA-Liste: 2025-06-30 Name: Kreisgrabenanlage Gfletzgraben GstNr.: 424, 422                                                                                  |
| ja   | Datei hochladen | Befestigte Siedlung Schüttfeld HERIS-ID: 15535 Objekt-ID: 11779                                             | Im Kirchberg Standort KG: Bergau                               | Auf dieser archäologischen Fundstätte wurde eine jungsteinzeitliche Besiedlung nachgewiesen. Bekanntestes Fundstück ist der Oberkörper einer bemalten Frauenstatuette, die „Venus vom Schüttfeld“. Der befestigte Weiler wird auf etwa 4500 v. Chr. datiert. Die Fundstätte erstreckt sich über die Katastralgemeinden Bergau und Porrau. | BDA-Hist.: Q37788109 Status: Bescheid Stand der BDA-Liste: 2025-06-30 Name: Befestigte Siedlung Schüttfeld GstNr.: 413, 410, 412                                                                             |
| ja   | Datei hochladen | Katholische Pfarrkirche heiliger Ägydius HERIS-ID: 15529 Objekt-ID: 11773                                   | Bergau 10, neben Standort KG: Bergau                           | Die dem heiligen Ägydius geweihte Pfarrkirche ist ein schlichter Bau aus dem 17. und 18. Jahrhundert. Zur Pfarrkirche geweiht wurde sie 1784. | BDA-Hist.: Q37787715 Status: § 2a Stand der BDA-Liste: 2025-06-30 Name: Katholische Pfarrkirche heiliger Ägydius GstNr.: 1 Bergau Pfarrkirche                                                                |
| ja   | Datei hochladen | Figur heiliger Florian HERIS-ID: 15532 Objekt-ID: 11776                                                     | Standort KG: Bergau                                            | Die Statue des heiligen Florian von Lorch auf dem Anger ist mit 1831 bezeichnet. | BDA-Hist.: Q37787819 Status: § 2a Stand der BDA-Liste: 2025-06-30 Name: Figur heiliger Florian GstNr.: 188/2 Bergau Statue Florian von Lorch                                                                 |
| ja   | Datei hochladen | Lichtsäule HERIS-ID: 15533 Objekt-ID: 11777                                                                 | Standort KG: Bergau                                            | Der außerhalb des Ortsgebiets befindliche spätgotische Tabernakelbildstock aus dem späten 15. Jahrhundert besitzt im Quaderaufsatz Kleeblattbogenöffnungen und einen Kreuzgiebel. | BDA-Hist.: Q37787905 Status: § 2a Stand der BDA-Liste: 2025-06-30 Name: Lichtsäule GstNr.: 407 Bergau Lichtsäule                                                                                             |
| ja   | Datei hochladen | Bildstock, Rebensäule HERIS-ID: 15544 Objekt-ID: 11789                                                      | Standort KG: Eitzersthal                                       | Die mit 1767 bezeichnete Rebensäule bei der Ortskapelle trägt einen breit ausladenden Quaderaufsatz mit vier Reliefs: Schmerzhafte Muttergottes, Hl. Dreifaltigkeit, Unterricht Mariae, Schutzengel. Anmerkung: Nach einer Renovierung wurde die Rebensäule nicht auf dem vom Bundesdenkmalamt angegebenen Grundstück aufgestellt, sondern auf einer Grünfläche neben der Ortskapelle. | BDA-Hist.: Q37788178 Status: § 2a Stand der BDA-Liste: 2025-06-30 Name: Bildstock, Rebensäule GstNr.: 242/1 Rebensäule Eitzersthal                                                                           |
| ja   | Datei hochladen | Hausberg Wernperg HERIS-ID: 41574 Objekt-ID: 42097                                                          | Halter- oder Sonnwendberg Standort KG: Eitzersthal             | Südöstlich des Ortes liegt eine Hausberganlage mit Spuren neolithischer Besiedlung. | BDA-Hist.: Q38001742 Status: Bescheid Stand der BDA-Liste: 2025-06-30 Name: Hausberg Wernperg GstNr.: 469/1, 469/4 Hausberg Eitzersthal                                                                      |
| ja   | Datei hochladen | Bildstock, Rebensäule HERIS-ID: 15545 Objekt-ID: 11790                                                      | Standort KG: Eitzersthal                                       | Die mit 1764 bezeichnete Rebensäule im Südwesten des Ortes trägt eine Maria-Immaculata-Statue. | BDA-Hist.: Q37788181 Status: § 2a Stand der BDA-Liste: 2025-06-30 Name: Bildstock, Rebensäule GstNr.: 223 Rebensäule Immaculata, Eitzersthal                                                                 |
| ja   | Datei hochladen | Bildstock HERIS-ID: 15546 Objekt-ID: 11791 marterl.at: 11239                                                | Standort KG: Eitzersthal                                       | An der Straße nach Göllersdorf steht ein mit 1541 bezeichneter, spätgotischer Tabernakelbildstock. Auf einer achtseitigen Säule mit Quaderabschluss ruht ein Tabernakelaufsatz mit Dreipassbögen und Kreuzgiebeldach. | BDA-Hist.: Q37788184 Status: § 2a Stand der BDA-Liste: 2025-06-30 Name: Bildstock GstNr.: 80/1 Tabernakelbildstock Eitzersthal                                                                               |
| ja   | Datei hochladen | Bildstock, Rebensäule HERIS-ID: 15549 Objekt-ID: 11794                                                      | bei der Ortskapelle Standort KG: Furth                         | Die Rebensäule bei der Apsis der Ortskapelle wurde im dritten Viertel des 18. Jahrhunderts errichtet. Sie trägt einen ausladenden Quaderaufsatz mit Reliefs: Schmerzhafte Muttergottes, Hl. Dreifaltigkeit, Schutzengel, hl. Florian. | BDA-Hist.: Q37788189 Status: § 2a Stand der BDA-Liste: 2025-06-30 Name: Bildstock, Rebensäule GstNr.: 111/1 Furth Bildstock Rebensäule                                                                       |
| ja   | Datei hochladen | Ortskapelle heilige Dreifaltigkeit HERIS-ID: 15548 Objekt-ID: 11793                                         | Furth bei Göllersdorf 73, neben Standort KG: Furth             | Die Ortskapelle in Furth ist der Heiligen Dreifaltigkeit geweiht. Der 1950/1951 erneuerte Bau hat eine stark eingezogene Halbkreisapsis und kleine Spitzbogenfenster. Der vorgestellte, faschengegliederte Fassadenturm wird von einem Pyramidenhelm bekrönt. Der flach gedeckte Innenraum ist durch Ausmalungen von Franz Neusser geprägt. | BDA-Hist.: Q37788188 Status: § 2a Stand der BDA-Liste: 2025-06-30 Name: Ortskapelle heilige Dreifaltigkeit GstNr.: 1 Furth Kapelle                                                                           |
| ja   | Datei hochladen | Bildstock HERIS-ID: 15550 Objekt-ID: 11795                                                                  | Standort KG: Furth                                             | Der Bildpfeiler ist mit 1864 bezeichnet und trägt einen spätbarocken Reliefaufsatz mit Darstellungen der Maria Immaculata und der Hl. Dreifaltigkeit. | BDA-Hist.: Q37788191 Status: § 2a Stand der BDA-Liste: 2025-06-30 Name: Bildstock GstNr.: 362 Furt Bildstock bei Brücke                                                                                      |
| ja   | Datei hochladen | Figur heiliger Johannes Nepomuk HERIS-ID: 15565 Objekt-ID: 11810                                            | bei Am Wehrgraben 35 Standort KG: Göllersdorf                  | Auf einem Volutensockel steht die von Franz Anton von Puchheim im Jahre 1707 gestiftete Statue des hl. Johannes Nepomuk. | BDA-Hist.: Q37788704 Status: § 2a Stand der BDA-Liste: 2025-06-30 Name: Figur heiliger Johannes Nepomuk GstNr.: 3/3 Göllersdorf Statue Johannes Nepomuk (Am Wehrgraben)                                      |
| ja   | Datei hochladen | Wegkapelle HERIS-ID: 15558 Objekt-ID: 11803                                                                 | vor Tullnerstraße 128 Standort KG: Göllersdorf                 | Der quadratische Barockbau des 18. Jahrhunderts ist durch Lisenen gegliedert und durch einen Rundbogen geöffnet. Darin befindet sich eine Statue von Christus an der Geißelsäule. | BDA-Hist.: Q37788466 Status: § 2a Stand der BDA-Liste: 2025-06-30 Name: Wegkapelle GstNr.: 525 Göllersdorf Wegkapelle (Tullner Straße)                                                                       |
| ja   | Datei hochladen | Schlosstor – Triumphtor HERIS-ID: 15556 Objekt-ID: 11801                                                    | bei Hauptplatz 10 Standort KG: Göllersdorf                     | Das Triumphtor mit seitlichen Figurennischen mit allegorischen Statuen „Hoffnung“ und „Glaube“ stammt aus dem Jahre 1703. Über dem Tor befinden sich eine Wappenkartusche, Obelisken, Zapfen und heraldische Löwen. | BDA-Hist.: Q37788387 Status: § 2a Stand der BDA-Liste: 2025-06-30 Name: Schlosstor – Triumphtor GstNr.: 858 Göllersdorf Schlosstor – Triumphtor                                                              |
| ja   | Datei hochladen | Pranger HERIS-ID: 15564 Objekt-ID: 11809                                                                    | bei Hauptplatz 12 Standort KG: Göllersdorf                     | Der achtseitige Pfeiler mit Kapitell und Glockenhelmaufsatz wurde Ende des 16./Anfang des 17. Jahrhunderts errichtet. | BDA-Hist.: Q37788662 Status: § 2a Stand der BDA-Liste: 2025-06-30 Name: Pranger GstNr.: 859/2 Göllersdorf Pranger                                                                                            |
| ja   | Datei hochladen | Figur heiliger Florian HERIS-ID: 15561 Objekt-ID: 11806 marterl.at: 11232                                   | bei Hauptplatz 42 Standort KG: Göllersdorf                     | Die mit 1803 bezeichnete Statue des hl. Florian steht auf einem Volutensockel. | BDA-Hist.: Q105640670 Status: § 2a Stand der BDA-Liste: 2025-06-30 Name: Figur heiliger Florian GstNr.: 859/2 Göllersdorf Statue Florian von Lorch                                                           |
| ja   | Datei hochladen | Pestsäule (Mariensäule) HERIS-ID: 15562 Objekt-ID: 11807                                                    | bei Hauptplatz 45 Standort KG: Göllersdorf                     | Die Pestsäule wurde im Jahr 1731 nach Plänen von Johann Lukas von Hildebrandt errichtet, zwei Jahre später geweiht und seither mehrfach restauriert. Auf einem monumentalen dreiseitigen Aufbau mit gegliedertem Sockel ruht ein dreiseitiger Obelisk mit gehäuseartig durchbrochenen Figurennischen mit Statuen der Pestheiligen Sebastian, Rochus und Karl Borromäus sowie heraldischen Löwenreliefs und Bandlwerkornamenten. Der Kapitellaufsatz wird von einer Maria-Immaculata-Statue bekrönt. | BDA-Hist.: Q37788619 Status: § 2a Stand der BDA-Liste: 2025-06-30 Name: Pestsäule (Mariensäule) GstNr.: 859/2 Göllersdorf Pestsäule (Mariensäule)                                                            |
| ja   | Datei hochladen | Kleine Pestsäule HERIS-ID: 15563 Objekt-ID: 11808                                                           | bei Hauptplatz 48 Standort KG: Göllersdorf                     | Die sogenannte kleine Pestsäule am Marktplatz wurde nach 1678/1679 errichtet. Sie hat einen hohen, zweifachen Quadersockel mit Bildkartuschen und darauf einen übereck gestellten Pyramidenaufsatz. | BDA-Hist.: Q37788629 Status: § 2a Stand der BDA-Liste: 2025-06-30 Name: Kleine Pestsäule GstNr.: 859/2 Kleine Pestsäule (Göllersdorf, Hauptplatz, ObjektID: 11806)                                           |
| ja   | Datei hochladen | Pfarrhof HERIS-ID: 15553 Objekt-ID: 11798                                                                   | Pfarrgasse 33 Standort KG: Göllersdorf                         | Der an die Martinskirche anschließende Pfarrhof wurde laut Inschrift 1785 erbaut. Der hakenförmige Bau ist zweigeschoßig und durch ein Walmdach gedeckt. Seine Fassade ist gegliedert durch Lisenen und Gesims; im Obergeschoß Fensterrahmungen im Plattenstil aus Parapet- und Verdachungsfeldern mit Gesimsen. Der Komplex ist durch ein klassizistisches Segmentbogenportal zugänglich, das ein Wappen der Familie Schönborn trägt. Die Torflügel des Portals stammen aus der zweiten Hälfte des 19. Jahrhunderts. | BDA-Hist.: Q37788254 Status: § 2a Stand der BDA-Liste: 2025-06-30 Name: Pfarrhof GstNr.: 4 Göllersdorf Pfarrhof                                                                                              |
| ja   | Datei hochladen | Katholische Pfarrkirche heiliger Martin HERIS-ID: 15551 Objekt-ID: 11796                                    | bei Pfarrgasse 33 Standort KG: Göllersdorf                     | Spätbarocker Saalbau mit gotischem Kern (1456), von Johann Lukas von Hildebrandt 1740/1741 barockisiert. | BDA-Hist.: Q18412237 Status: § 2a Stand der BDA-Liste: 2025-06-30 Name: Katholische Pfarrkirche heiliger Martin GstNr.: 1 Saint Martin Church (Göllersdorf)                                                  |
| ja   | Datei hochladen | Grabdenkmal / Epitaph HERIS-ID: 15552 Objekt-ID: 11797                                                      | bei Pfarrgasse 33 Standort KG: Göllersdorf                     | An der Martinskirche befindet sich ein mächtiges Sandsteinepitaph aus der ersten Hälfte des 18. Jahrhunderts. Am Sockel ist ein betendes adeliges Paar abgebildet, am Aufsatz ein Kruzifix mit Maria Magdalena, flankiert von adeligen Familien. | BDA-Hist.: Q37788245 Status: § 2a Stand der BDA-Liste: 2025-06-30 Name: Grabdenkmal / Epitaph GstNr.: 1 |
| ja   | Datei hochladen | Ehemaliges Schloss Göllersdorf, heute Justiz- und Strafanstalt Göllersdorf HERIS-ID: 15555 Objekt-ID: 11800 | Schloßgasse 17 Standort KG: Göllersdorf                        | Schloss Göllersdorf ist ein Renaissancebau aus dem 16. Jahrhundert, in dem noch wesentliche Elemente aus der Zeit um 1460 enthalten sind. Während des Ersten Weltkrieges diente es als Internierungslager. Anschließend wurde es als Militär- und Zivilhaftanstalt, als Bundeserziehungsanstalt und zuletzt als Arbeitshaus genutzt. Seit 1985 beherbergt es eine Sonderanstalt für geistig abnorme Rechtsbrecher. | BDA-Hist.: Q1714295 Status: Bescheid Stand der BDA-Liste: 2025-06-30 Name: Ehemaliges Schloss Göllersdorf, heute Justiz- und Strafanstalt Göllersdorf GstNr.: 902, 905, 906, 908/1 Justizanstalt Göllersdorf |
| ja   | Datei hochladen | Katholische Pfarrkirche, Loretokirche bzw. Gruftkapelle HERIS-ID: 15554 Objekt-ID: 11799                    | Spitalgasse 63, neben Standort KG: Göllersdorf                 | Die Loretokirche ist die Gruftkirche der Grafen von Schönborn-Puchheim und zugleich eine ehemalige Spitalskirche. Die lang gestreckte, in Nord-Süd-Richtung orientierte Anlage wird durch einen spätbarocken Zentralbau dominiert, an den südlich die ältere Loretokapelle in Art eines Chors und nördlich der Glockenturm sowie der axiale Spitalstrakt anschließen. | BDA-Hist.: Q37788268 Status: Bescheid Stand der BDA-Liste: 2025-06-30 Name: Katholische Pfarrkirche, Loretokirche bzw. Gruftkapelle GstNr.: 716 Göllersdorf Loretokirche                                     |
| ja   | Datei hochladen | Pestkapelle HERIS-ID: 15567 Objekt-ID: 11812                                                                | bei Werkstraße 422 Standort KG: Göllersdorf                    | Die Pestkapelle an der nördlichen Ausfallstraße ist ein barocker Giebelbau des 18. Jahrhunderts mit einer Spiralgitterlunette im Stil des 17. Jahrhunderts und einer Figur des hl. Sebastian aus der ersten Hälfte des 18. Jahrhunderts. | BDA-Hist.: Q37788806 Status: § 2a Stand der BDA-Liste: 2025-06-30 Name: Pestkapelle GstNr.: 888 Göllersdorf Pestkapelle                                                                                      |
| ja   | Datei hochladen | Bildstock, Barbarasäule HERIS-ID: 15557 Objekt-ID: 11802                                                    | Standort KG: Göllersdorf                                       | Die Barbarasäule wurde laut einer Inschrift 1714 erbaut. Sie hat einen reliefierten Quaderaufsatz mit Pestheiligen und ein Schmiedezeichen. Am Aufsatz steht eine Barbarastatue. | BDA-Hist.: Q37788422 Status: § 2a Stand der BDA-Liste: 2025-06-30 Name: Bildstock, Barbarasäule GstNr.: 1978 Göllersdorf Barbarasäule                                                                        |
| ja   | Datei hochladen | Lichtsäule HERIS-ID: 15559 Objekt-ID: 11804                                                                 | Standort KG: Göllersdorf                                       | Östlich von Göllersdorf steht eine mit 1868 bezeichnete Bildsäule mit einer Trauerfigur. | BDA-Hist.: Q37788515 Status: § 2a Stand der BDA-Liste: 2025-06-30 Name: Lichtsäule GstNr.: 1320/8 Göllersdorf Lichtsäule                                                                                     |
| ja   | Datei hochladen | Figur heiliger Johannes Nepomuk HERIS-ID: 15560 Objekt-ID: 11805                                            | Standort KG: Göllersdorf                                       | Aus dem Jahre 1703 stammt die Statue des hl. Johannes Nepomuk, die auf einem einfachen Sockel steht. | BDA-Hist.: Q37788551 Status: § 2a Stand der BDA-Liste: 2025-06-30 Name: Figur heiliger Johannes Nepomuk GstNr.: 770 Göllersdorf Statue Johannes Nepomuk (Hollabrunner Straße)                                |
| ja   | Datei hochladen | Kath. Pfarrkirche hl. Andreas HERIS-ID: 15568 Objekt-ID: 11814                                              | bei Großstelzendorf 63 Standort KG: Großstelzendorf            | Die Pfarrkirche St. Michael, im Osten des Ortes am Kirchplatz gelegen, ist eine spätbarocke Saalkirche mit spätgotischem, barock verändertem Chor und Nordturm. Die Barockisierung bzw. der Neubau wurden 1735 begonnen und 1737 abgeschlossen. Der Bau wird zur Gruppe der von Johann Lukas von Hildebrandt erneuerten Schönbornschen Patronatspfarrkirchen gezählt. | BDA-Hist.: Q37788971 Status: § 2a Stand der BDA-Liste: 2025-06-30 Name: Kath. Pfarrkirche hl. Andreas GstNr.: 1 Großstelzendorf Kirche                                                                       |
| ja   | Datei hochladen | Bildstock, Pietà HERIS-ID: 15569 Objekt-ID: 11815                                                           | bei Großstelzendorf 63 Standort KG: Großstelzendorf            | Die vor der Pfarrkirche stehende Steinsäule mit Pietà stammt aus dem Jahr 1715. | BDA-Hist.: Q37789003 Status: § 2a Stand der BDA-Liste: 2025-06-30 Name: Bildstock, Pietà GstNr.: 1 Großstelzendorf Pietà                                                                                     |
| ja   | Datei hochladen | Tabernakelpfeiler HERIS-ID: 15572 Objekt-ID: 11818                                                          | vor Großstelzendorf 89 Standort KG: Großstelzendorf            | Am östlichen Ortsausgang steht ein spätgotischer Bildstock aus der ersten Hälfte des 16. Jahrhunderts. Auf einem achtseitigen Pfeiler mit Winzerwappen ruht ein erneuertes Tabernakel. | BDA-Hist.: Q37789124 Status: § 2a Stand der BDA-Liste: 2025-06-30 Name: Tabernakelpfeiler GstNr.: 346 Großstelzendorf Tabernakelpfeiler                                                                      |
| ja   | Datei hochladen | Bildstock HERIS-ID: 15573 Objekt-ID: 11819                                                                  | Standort KG: Großstelzendorf                                   | Südöstlich des Ortes steht auf einem neuen quadratischen Fundament ein etwa 3,7 m hoher spätbarocker Tabernakelpfeiler aus Sandstein, der laut Inschrift 1729 von „M. A. H. “zur Erinnerung an die Pestepidemie von 1713 gestiftet wurde. Der Pfeiler besteht aus einem quaderförmigen Fußblock mit gestuften Zungen, einem gefasten Mittelstück mit Ritzungen, Jahreszahlen (z. B. 1748, 1790) und Monogrammen sowie einem quaderförmigen Tabernakel mit einem Relief der Kreuztragung Christi an der Vorderseite. Bekrönt wird das Tabernakel von einem konkav geschwungenen Pyramidendach, das ansatzlos in ein Steinkreuz mit Ankerenden übergeht. | BDA-Hist.: Q37789162 Status: § 2a Stand der BDA-Liste: 2025-06-30 Name: Bildstock GstNr.: 1268 Großstelzendorf Bildstock                                                                                     |
| ja   | Datei hochladen | Mariensäule Maria Immaculata HERIS-ID: 15574 Objekt-ID: 11820                                               | Standort KG: Großstelzendorf                                   | Östlich des Ortes steht eine Maria-Immaculata-Säule aus der zweiten Hälfte des 19. Jahrhunderts. | BDA-Hist.: Q37789210 Status: § 2a Stand der BDA-Liste: 2025-06-30 Name: Mariensäule Maria Immaculata GstNr.: 1338 Großstelzendorf Immaculatasäule (Fabrik)                                                   |
| ja   | Datei hochladen | Mariensäule Maria Immaculata HERIS-ID: 15577 Objekt-ID: 11823                                               | Standort KG: Obergrub                                          | Der Bildstock am südlichen Ortsausgang trägt eine Halbfigur der Maria mit Kind, vermutlich aus dem 17. Jahrhundert und stark übergangen. | BDA-Hist.: Q37789235 Status: § 2a Stand der BDA-Liste: 2025-06-30 Name: Mariensäule Maria Immaculata GstNr.: 570                                                                                             |
| ja   | Datei hochladen | Figurenbildstock Gnadenstuhl HERIS-ID: 15578 Objekt-ID: 11824                                               | Standort KG: Obergrub                                          | Nordwestlich von Obergrub befindet sich auf einem gedrungenen Sockel eine aus der Mitte des 18. Jahrhunderts stammende Gnadenstuhl-Figurengruppe, die auf einer Wolke ruht. | BDA-Hist.: Q37789251 Status: § 2a Stand der BDA-Liste: 2025-06-30 Name: Figurenbildstock Gnadenstuhl GstNr.: 591                                                                                             |
| ja   | Datei hochladen | Bildstock HERIS-ID: 15579 Objekt-ID: 11825                                                                  | Standort KG: Obergrub                                          | Am nördlichen Ortsausgang steht ein abgefaster Pfeiler mit einem Gnadenstuhlrelief am Aufsatz. | BDA-Hist.: Q37789272 Status: § 2a Stand der BDA-Liste: 2025-06-30 Name: Bildstock GstNr.: 100 Obergrub Gnadenstuhl                                                                                           |
| ja   | Datei hochladen | Ortskapelle heiliger Laurentius HERIS-ID: 15580 Objekt-ID: 11826                                            | Oberparschenbrunn 15, gegenüber Standort KG: Oberparschenbrunn | Der hohe, dreiseitig geschlossene Bau des späten 17./frühen 18. Jahrhunderts hat eine einheitliche Fassadengliederung und hoch gelegene Rundbogenfenster. Der vorgestellte Fassadenturm verfügt über Putzbänder im Erdgeschoß, Ovalfenster und rundbogige Schallfenster unter einem Pyramidenhelm. Der Innenraum ist zweijochige mit Zwischenjoch und ist durch eine Stichkappentonne über Gurten auf umlaufendem Gebälk und Pilastern gewölbt. Die Empore ist mit einer Holzbalustrade ausgestattet. Der Doppelsäulenaltar mit Rundgiebel wurde um 1670/1680 angefertigt.                                                                             | BDA-Hist.: Q37789353 Status: § 2a Stand der BDA-Liste: 2025-06-30 Name: Ortskapelle heiliger Laurentius GstNr.: 149 Oberparschenbrunn Kapelle                                                                |
| ja   | Datei hochladen | Bildstock HERIS-ID: 15582 Objekt-ID: 11828                                                                  | Standort KG: Oberparschenbrunn                                 | Östlich des Ortes befindet sich ein achtseitiger Pfeiler mit doppeltem Quaderaufsatz. Am oberen Quader sind reliefierte Passionsszenen zu sehen. Das Denkmal wurde in der ersten Hälfte des 17. Jahrhunderts erbaut. | BDA-Hist.: Q37789410 Status: § 2a Stand der BDA-Liste: 2025-06-30 Name: Bildstock GstNr.: 698 Oberparschenbrunn Bildstock                                                                                    |
| ja   | Datei hochladen | Jagdschloß Porrau HERIS-ID: 10881 Objekt-ID: 6946seit 2020                                                  | Porrau 1 Standort KG: Porrau                                   | Um 1720 ließ Friedrich Carl von Schönborn ein eingeschoßiges Jagdschloss mit Ehrenhof und Fasanerie errichten. Es gilt als wahrscheinlich, dass auch Johann Lucas von Hildebrandt, der damals im Dienst der Schönborns stand, an der Planung beteiligt war. | BDA-Hist.: Q105639549 Status: Bescheid Stand der BDA-Liste: 2025-06-30 Name: Jagdschloß Porrau GstNr.: .1, 1, 5                                                                                              |
| ja   | Datei hochladen | Befestigte Siedlung Schüttfeld HERIS-ID: 15587 Objekt-ID: 11833                                             | Schüttfeld Standort KG: Porrau                                 | Auf dieser archäologischen Fundstätte wurde eine jungsteinzeitliche Besiedlung nachgewiesen. Sie erstreckt sich über die Katastralgemeinden Bergau (siehe dort) und Porrau. | BDA-Hist.: Q37789540 Status: Bescheid Stand der BDA-Liste: 2025-06-30 Name: Befestigte Siedlung Schüttfeld GstNr.: 1196, 1197, 1199, 1194, 1200, 1195, 1191, 1192, 1193                                      |
| ja   | Datei hochladen | Kreisgrabenanlage Gfletzgraben HERIS-ID: 15583 Objekt-ID: 11829                                             | Schüttfeld Standort KG: Porrau                                 | Auf dieser archäologischen Fundstätte wurde eine jungsteinzeitliche Besiedlung nachgewiesen. Die Kreisgrabenanlage Gfletzgraben liegt an der Grenze der Katastralgemeinden Bergau (siehe dort) und Porrau. | BDA-Hist.: Q37789435 Status: Bescheid Stand der BDA-Liste: 2025-06-30 Name: Kreisgrabenanlage Gfletzgraben GstNr.: 1204, 1203, 1202                                                                          |
| ja   | Datei hochladen | Ortskapelle HERIS-ID: 15584 Objekt-ID: 11830                                                                | Porrau 14, neben Standort KG: Porrau                           | Die Ortskapelle von Porrau ist ein erhöht gelegener, schlichter, späthistoristischer Saalbau mit neobarocker Fassadengliederung und Giebelreiter. Der schlichte Immaculata-Altar wurde um 1900 angefertigt. | BDA-Hist.: Q37789492 Status: § 2a Stand der BDA-Liste: 2025-06-30 Name: Ortskapelle GstNr.: 258/2 Porrau Kapelle                                                                                             |
| ja   | Datei hochladen | Schloss Schönborn HERIS-ID: 15591 Objekt-ID: 11837                                                          | Schönborn 1 Standort KG: Schönborn                             | Das Schloss Schönborn, südöstlich von Göllersdorf gelegen, ist ein barocker Komplex, bestehend aus Schlossgebäude und Orangerie mit Wirtschaftstrakten, ausgerichtet auf eine nordwestlich-südöstlich gerichtete Symmetrieachse, verklammert durch und umgeben von einer ausgedehnten, parkähnlichen Gartenanlage. Es wurde von Johann Lukas von Hildebrandt für Reichsvizekanzler Friedrich Karl Graf von Schönborn in den Jahren 1711–1715 erbaut. | BDA-Hist.: Q1601707 Status: Bescheid Stand der BDA-Liste: 2025-06-30 Name: Schloss Schönborn GstNr.: .1 Schloss Schönborn (Göllersdorf)                                                                      |
| ja   | Datei hochladen | Orangerie von Schloss Schönborn HERIS-ID: 15597 Objekt-ID: 11843                                            | Schönborn 6 Standort KG: Schönborn                             | Die Orangerie von Schloss Schönborn liegt südöstlich desselben auf leicht erhöhtem Terrain. Es handelt sich um eine rechteckige Anlage von eingeschoßigen Bauten, die zwei Höfe umschließen. | BDA-Hist.: Q64765089 Status: Bescheid Stand der BDA-Liste: 2025-06-30 Name: Orangerie von Schloss Schönborn GstNr.: .6 Orangerie Schloss Schönborn (Göllersdorf)                                             |
| ja   | Datei hochladen | Bildstock HERIS-ID: 15605 Objekt-ID: 11851                                                                  | Standort KG: Untergrub                                         | Am westlichen Ortsausgang steht ein spätgotischer Tabernakelpfeiler mit Verstäbungen aus dem frühen 16. Jahrhundert. | BDA-Hist.: Q37789991 Status: § 2a Stand der BDA-Liste: 2025-06-30 Name: Bildstock GstNr.: 197 Untergrub Bildstock                                                                                            |
| ja   | Datei hochladen | Fröschlkapelle HERIS-ID: 15606 Objekt-ID: 11852                                                             | Standort KG: Untergrub                                         | Die östlich des Ortes gelegene Fröschlkapelle wurde im Jahr 1900 errichtet. Der neugotische Rechteckbau mit Strebepfeilergliederung und Staffelgiebeln ist innen durch eine Spitztonne gewölbt. Sein neugotisches Baldachinaltärchen enthält eine Statue der Maria mit Kind. | BDA-Hist.: Q37790006 Status: § 2a Stand der BDA-Liste: 2025-06-30 Name: Fröschlkapelle GstNr.: 458 Untergrub Fröschlkapelle                                                                                  |
| ja   | Datei hochladen | Ortskapelle Herz Jesu HERIS-ID: 15607 Objekt-ID: 11853                                                      | Untergrub 11, neben Standort KG: Untergrub                     | Die Ortskapelle Herz Jesu ist ein dreiseitig geschlossener, faschengegliederter Bau aus der zweiten Hälfte des 19. Jahrhunderts, mit Spitzbogenfenstern und Fassadenturm. Der Innenraum ist durch eine Spitztonne gewölbt und ist mit einer im Jahr 1900 angefertigten, neugotischen Wimpergretabel mit Herz-Jesu-Statue ausgestattet. Das Gestühl stammt aus der Bauzeit. | BDA-Hist.: Q37790020 Status: § 2a Stand der BDA-Liste: 2025-06-30 Name: Ortskapelle Herz Jesu GstNr.: 36 Untergrub Kapelle                                                                                   |
| ja   | Datei hochladen | Bildstock HERIS-ID: 15612 Objekt-ID: 11858                                                                  | vor Am Kirchensteig 138 Standort KG: Viendorf                  | Am nordwestlichen Ortsende von Viendorf steht ein Bildpfeiler mit Quaderaufsatz und Eierstabkymation. | BDA-Hist.: Q37790115 Status: § 2a Stand der BDA-Liste: 2025-06-30 Name: Bildstock GstNr.: 1/1 Viendorf Bildstock                                                                                             |
| ja   | Datei hochladen | Ortskapelle Maria von Lourdes HERIS-ID: 15610 Objekt-ID: 11856                                              | bei Viendorf 37 Standort KG: Viendorf                          | Die der heiligen Maria von Lourdes geweihte Kapelle stammt aus dem späten 18./frühen 19. Jahrhundert. Der dreiseitig geschlossene, einheitlich faschengegliederte Bau mit Rundbogenfenstern und Giebelturm mit Pyramidenhelm ist innen durch eine zweijochige Stichkappentonne über Gurten gewölbt. Der marmorierte Säulenaltar wurde wohl in der zweiten Hälfte des 17. Jahrhunderts gebaut. | BDA-Hist.: Q37790056 Status: Bescheid Stand der BDA-Liste: 2025-06-30 Name: Ortskapelle Maria von Lourdes GstNr.: 157 Viendorf Kapelle                                                                       |
| ja   | Datei hochladen | Hl.-Johannes-Nepomuk-Kapelle HERIS-ID: 15609 Objekt-ID: 11855 marterl.at: 11233                             | Standort KG: Viendorf                                          | Nach Plänen von Johann Lukas von Hildebrandt wurde die Kapelle 1729–1733 erbaut. Vier Säulen auf einem flachen quadratischen Treppenpostament tragen eine durchbrochene Haube mit Krone unter der sich die auf einem sarkophagförmigen Sockel stehende Figur des hl. Johannes Nepomuk befindet. | BDA-Hist.: Q24033846 Status: Bescheid Stand der BDA-Liste: 2025-06-30 Name: Hl. Johannes Nepomuk-Kapelle GstNr.: 713 Viendorf Kapelle Johannes Nepomuk                                                       |